# Final Battle (2012)
Final Battle 2012: Doomsday foi um evento i pay-per-view produzido pela Ring of Honor (ROH), e raelizando em 16 de dezembro de 2012, na Hammerstein Ballroom em Cidade de Nova Iorque, Estado de Nova Iorque. No evento principal, tivemos Kevin Steen enfrentado a El Generico pelo ROH World Championship.

## Resultados
| No.                                      | Resultados | Estipulação                                                  |
| ---------------------------------------- | --- | ------------------------------------------------------------ |
| Dark match                               | Grizzly Redwood derrotou Q.T. Marshall                                                                                               | Luta simples                                                 |
| 1                                        | Roderick Strong derrotou Michael Elgin                                                                                               | Luta simples                                                 |
| 2                                        | Jay Lethal derrotou Rhino | Luta simples                                                 |
| 3                                        | R.D. Evans (c/ Q.T. Marshall) derrotou Prince Nana                                                                                   | Luta simples                                                 |
| 4                                        | Wrestling's Greatest Tag Team (Shelton Benjamin e Charlie Haas) derrotaram Rhett Titus e BJ Whitmer                                  | New York City Luta de Rua                                    |
| 5                                        | Mike Bennett (c/ Bob Evans e Maria Kanellis) derrotou Jerry Lynn                                                                     | Luta simples                                                 |
| 6                                        | The American Wolves (Davey Richards e Eddie Edwards) derrotaram Kyle O'Reilly e Bobby Fish                                           | Luta de duplas                                               |
| 7                                        | Matt Hardy derrotou Adam Cole | Luta simples                                                 |
| 8                                        | The Briscoe Brothers (Jay e Mark Briscoe) derrotaram S.C.U.M. (Jimmy Jacobs e Steve Corino) (c) e Caprice Coleman e Cedric Alexander | Luta de trios de duplas pelo ROH World Tag Team Championship |
| 9                                        | Kevin Steen (c) derrotou El Generico                                                                                                 | Ladder War IV pelo ROH World Championship                    |
| (c) – refere-se ao campeão antes da luta | |                                                              |